# Hanjin
Hanjin Group (한진 그룹) er et sydkoreansk virksomhedskonglomerat (Chaebol). Koncernen fungerer som holdingselskab for selskaber indenfor shipping, logistik, luftfart, transport og service. Mest kendte er datterselskaberne Hanjin Shipping og Korean Air (KAL), som blev overtaget i 1969.

## Historie
Hanjin begyndte ved slutningen af 2. verdenskrig i november 1945. I begyndelsen var den største kunde USA's hær og der blev transporteret materiel til både Korea og Vietnam. Virksomheden underskrev en betydelig kontrakt med US 8th Army i november 1956 og endnu en kontrakt i marts 1966 med alle amerikanske styrker i Vietnam, inklusiv den amerikanske flåde og USAs luftvåben. I november 1969 gik Hanjin for første gang ind på markedet for container-shipping, da man underskrev en aftale med Sea-Land Service, Inc. i september 1970 og åbnede den første containerfabrik i Busan.
I slutningen af 1970'erne ekspanderede Hanjin i Mellemøsten og underskrev kontrakt med Kuwaits havn i Shuwaik (september 1977), Saudi Arabiens havn i Dammam (marts 1979) og havnen i Jeddah (maj 1980).
I marts 1990 udbredte Hanjin forretningen til vognmands- og lagerbranchen med købet af Korea Freight Transport Company. I juni 1992 introduceres Hanjin Express som leverandør af små pakker og kurer-service. Virksomheden påbegyndte havneterminalvirksomhed i Long Beach og Seattle gennem joint venture-selskabet Total Terminals Inc. i august 1992. I januar 1993 blev påbegyndt transport af containere på jernbanen mellem Busan og Uiwang.

## Børsnoterede datterselskaber
- Korean Air Co.,LTD (KRX : 003490)
- Hanjin Shipping Co.,LTD (KRX : 000700)
- Hanjin Transportation Co.,LTD (KRX : 005430)
- Korea Airport Service Co.,LTD (KRX : 005430)

## Øvrige datterselskaber
- JungSeok Enterprise Co.,Ltd
- Hanjin Travel Service Co.,Ltd
- Hanjin Information Systems & Telecommunication Co.,Ltd
- Total Passenger Service System Co.,Ltd
- Jin Air Co.,Ltd
- KAL Hotel Network Co.,Ltd
- Air Total Service Co.,Ltd
- CyberSky Co.,Ltd
- Global Logistics System Korea Co.,Ltd
- Homeo Theraphy
- Hanjin SM
- Cyber Logitec Co.,Ltd
- Inha University
- Korea Aerospace University
- Inha University Hospital
- Jungseok Education Foundation
- Il Woo Foundation
- Uniconverse Co.,Ltd